# Comarcas de La Rioja (España)

Comarcalización de La Rioja según los antiguos partidos judiciales.

La comunidad autónoma de La Rioja (España), no cuenta con una división oficial de comarcas. 
Tradicionalmente se han usado varias. Una general  considera a La Rioja dividida en tres regiones, siendo estas la Alta, Media y Baja, según el cauce del río Ebro, contando cada una de ellas con zona de valle en su zona norte y zona de sierra en la zona sur.
Otra compatible con la anterior es la consistente en los nueve partidos judiciales que existían en la antigüedad, correspondientes a Haro, Santo Domingo de la Calzada, Nájera, Logroño, Torrecilla en Cameros, Calahorra, Arnedo, Alfaro y Cervera del Río Alhama. Debido a que los antiguos partidos judiciales de Santo Domingo de la Calzada y Nájera cubrían localidades situadas en valle y sierra y atendiendo a la gran diferencia orográfica entre estas zonas, parece más correcto tratar a sus respectivas zonas de sierra Ezcaray y Anguiano como comarcas. Además tradicionalmente la comarca de Torrecilla en Cameros (conocida habitualmente como simplemente Cameros) está dividida en Camero Nuevo y Viejo.
La división más tradicional, no obstante, es en dos partes: La Rioja Alta y La Rioja Baja, situándose su divisoria en el río Iregua. 

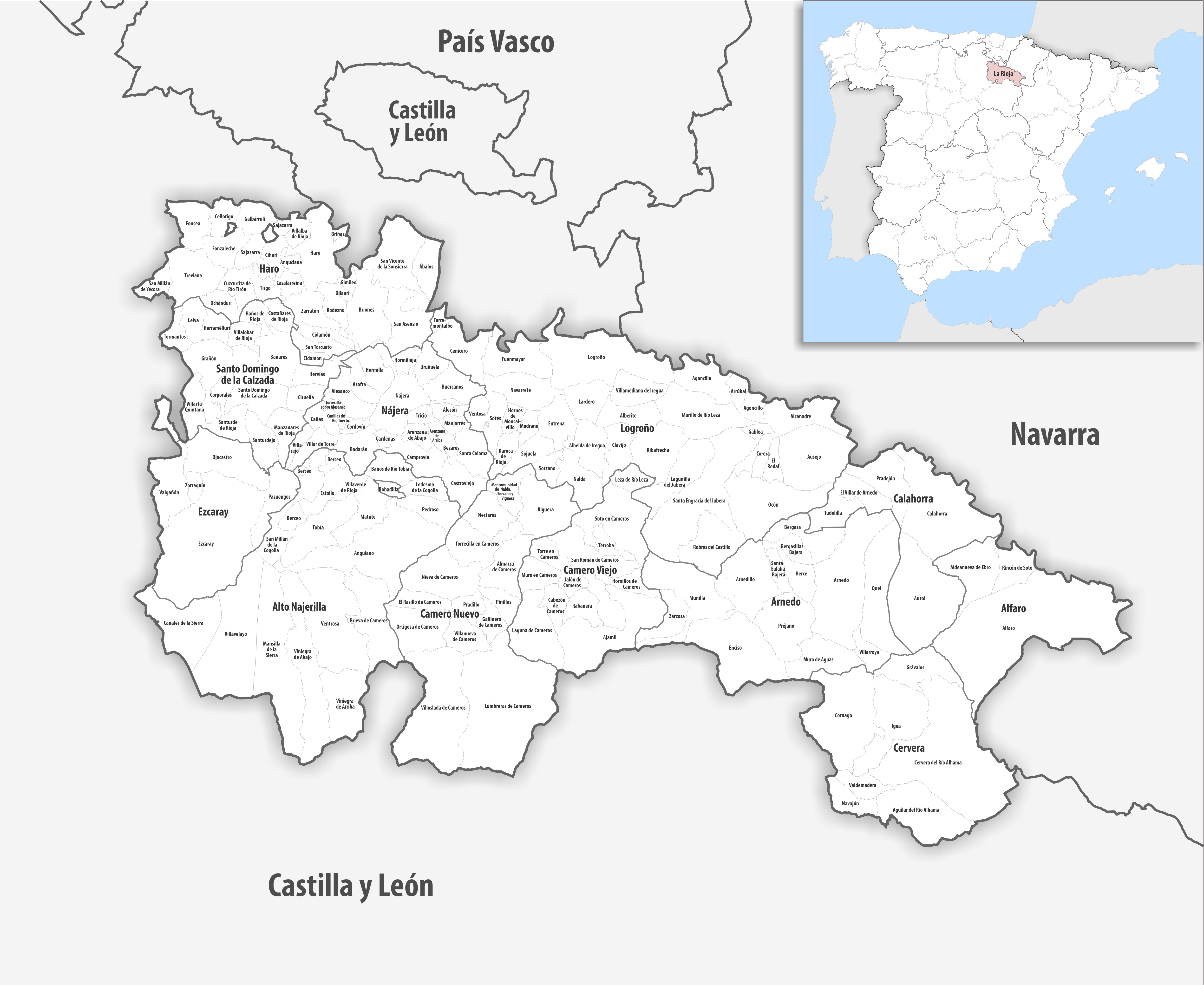
Mapa de municipios de la comunidad autónoma de La Rioja (2022)

## Comarcalizaciones generales de La Rioja

### Rioja Alta, Rioja Media y Rioja Baja
Según lo argumentado podemos considerar la siguiente división comarcal, atendiendo a la orografía, el clima y los usos del terreno:
- Rioja Alta
  - Sierra
    - Anguiano
    - Ezcaray

  - Valle
    - Haro
    - Nájera
    - Santo Domingo de la Calzada
- Rioja Media
  - Sierra
    - Tierra de Cameros
      - Camero Nuevo
      - Camero Viejo

  - Valle
    - Logroño
- Rioja Baja
  - Sierra
    - Cervera

  - Valle
    - Alfaro
    - Arnedo
    - Calahorra

### Rioja Alta y Rioja Baja
Otra división muy común en el habla popular de la población local y que aparece en documentos históricos muy antiguos es en dos mitades. Denominadose estas La Rioja Alta que sería su parte occidental y La Rioja Baja que sería la oriental. La divisoria entre ambas se localiza en el río Iregua. De esta forma los municipios se repartirían de la siguiente manera:

#### Rioja Alta
- Comarca de Anguiano
- Comarca de Ezcaray
- Comarca de Haro
- Comarca de Nájera
- Comarca de Santo Domingo de la Calzada
- Camero Nuevo
- La mitad occidental de la comarca de Logroño

#### Rioja Baja
- Comarca de Arnedo
- Comarca de Cervera

- Comarca de Calahorra
- Comarca de Alfaro
- Parte oriental de la comarca de Logroño
- Camero Viejo

## Divisiones de La Rioja en la documentación histórica
En documentos antiguos se pueden apreciar diferentes divisiones de La Rioja. Así por ejemplo en el Compendio historial de la provincia de La Rioja de sus santos y milagrosos santuarios del año 1701 se dice que La Rioja se encuentra dividida en dos partes: La Rioja  Alta y la Baja. La divisoria entre ambas se localiza en la vertical de Logroño hacia el sur. De esta manera aparece en una descripción de la región al comienzo de la obra:

Dividese La Rioja en alta y baja: La alta comienza desde Villafranca de Montes de Oca hasta Logroño y la baja desde Logroño hasta Agreda y casi toda atraviesa a lo largo del río Ebro

Fray Mateo Anguiano, Compendio historial de la provincia de La Rioja, año 1701

De igual manera aparece esta división en Alta y Baja en el mapa de La Rioja de Tomás López del año 1769.  Su divisoria estaría en río Iregua, es decir, también en la línea vertical de Logroño hacia el sur. Asimismo, añade  como otro componente la parte de la Sonsierra que comúnmente llaman Rioja Alavesa. El título de mismo dice así:

Mapa de La Rioja dividida en Alta y Baja con la parte de la Sonsierra que comúnmente llaman Rioja Alavesa
Tomás López de Vargas, Mapa de La Rioja, año 1769

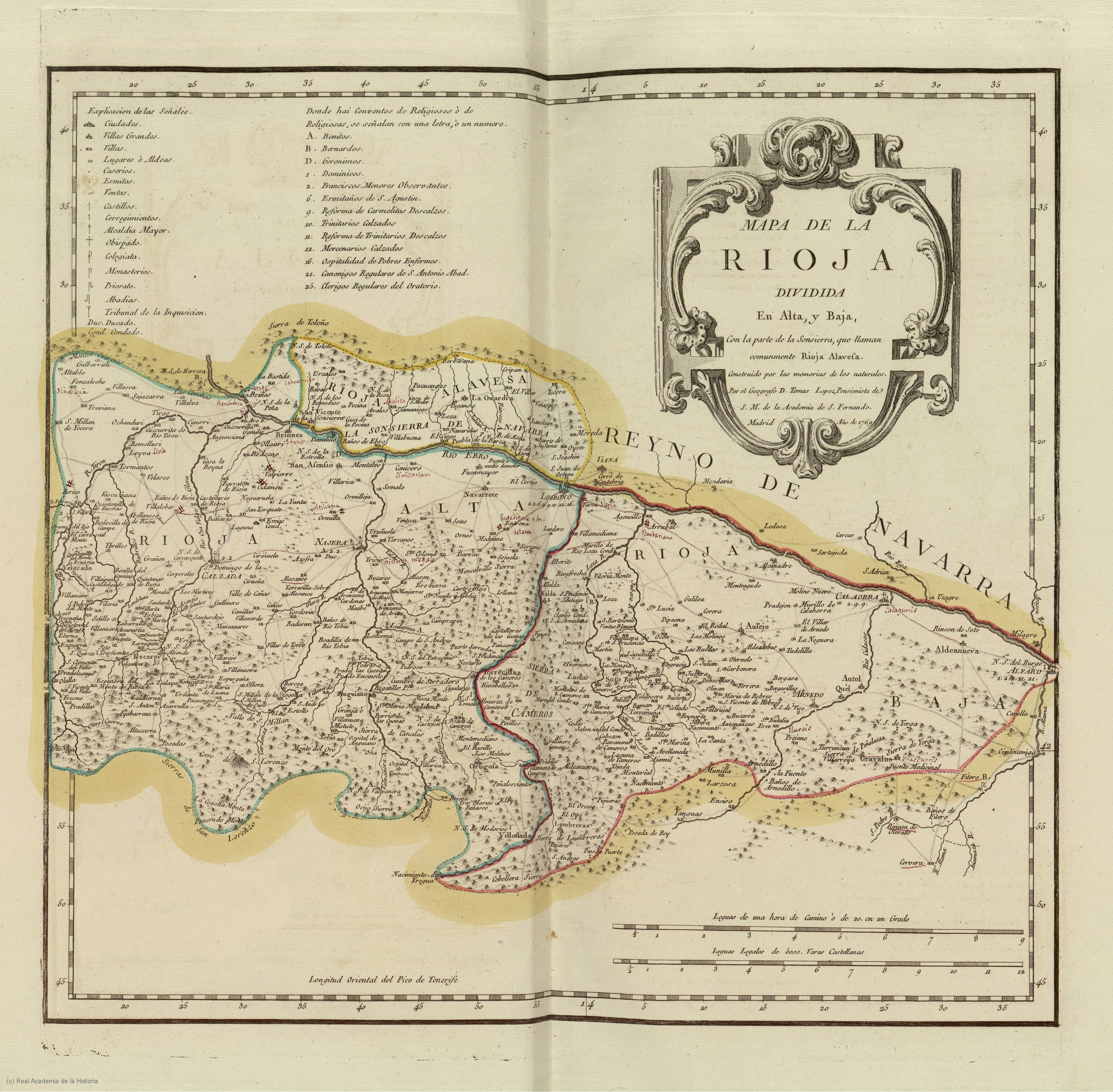
Mapa de La Rioja dividida en Alta y Baja de Tomás López, año 1769.

En el  Diccionario Geográfico Estadístico de España y Portugal de Sebastián Miñano del año 1827 se dedica un apartado a La Rioja, donde se describe como dividida en Alta y Baja, así como también menciona su división en siete ríos cuyo nacimiento, curso y fin abarca La Rioja y la distinguen de otros territorios españoles.

Vulgarmente se divide en alta y baja: aquella ocupa la parte de mediodía y poniente, entre las sierras de Cebollera, San Lorenzo y Oca; y por la parte norte las montañas de las provincias de Vizcaya y Álava. La baja empieza en la ciudad de Logroño, hasta el mojón de las ciudades de Alfaro y Tudela; a la parte oriental con inclinación al S. las sierras de los Cameros altos y bajos; y por la parte del N., las riveras famosas de Navarra. (...) Entre estos cuatro límites está el nacimiento, curso y fin de los siete ríos (Tirón, Oja, Najerilla, Iregua, Leza, Cidacos, Alhama) cuyos orígenes y formación distiguirán eternamente al territorio de la Rioja de todas las otras provincias españolas.
Sebastián Miñano, Diccionario Geográfico Estadístico de España y Portugal, año 1827

En el libro titulado Diccionario geográfico- Histórico de España. Sección II: Comprende La Rioja o toda la provincia de Logroño de 1846 de Ángel Casimiro de Govantes, también aparece esta división en dos partes, Rioja Alta y Rioja Baja, dividiéndose además en llana y serrana:

La Rioja se ha dividido en alta y baja, la alta se puede designar desde Belorado hasta Logroño y la Baja desde Logroño hasta Alfaro y Cervera del río Alhama (...) También se divide en llana y serrana
Ángel Casimiro de Govantes, Diccionario geográfico-histórico de España. Sección II: Comprende La Rioja o toda la provincia de Logroño, año 1846

De cualquier manera, esta división de La Rioja en dos mitades, Alta y Baja, teniendo como línea divisoria el río Iregua, se conserva actualmente en el hablar diario de la población local.

## Divisiones comarcales de La Rioja según distintos criterios y organizaciones
En La Rioja se han llevado a cabo diversas comarcalizaciones que siguen tanto criterios de homogeneidad como de funcionalidad. 

### Según el Ministerio de Agricultura
En 1978 el Ministerio de Agricultura, reuniendo municipios con características naturales, históricas, sociales y económicas, consideró dividir La Rioja en seis comarcas:
- Rioja Alta: comprende el sector más occidental del valle del Ebro, con una capitalidad compartida por los núcleos de Haro, Santo Domingo de la Calzada y Nájera.
- Rioja Media: comprende el sector central del valle del Ebro y es regida por Logroño.
- Rioja Baja: comprende el sector oriental de la Depresión del Ebro, con una capitalidad compartida por los núcleos de Calahorra, Arnedo y Alfaro.
- Sierras occidentales: comprende los municipios localizados en la sierra de la Demanda y vertiente norte de Picos de Urbión (altos valles del Oja y Najerilla).
- Sierras centrales o Tierra de Cameros: comprende los municipios localizados en los altos valles del Iregua y del Leza-Jubera.
- Sierras orientales: comprende los municipios localizados en los altos valles del Cidacos y Alhama.

Es la comarcalización más conocida y utilizada

### Según informe de reconocimiento territorial
En 1982 el Centro de Estudios de Ordenación del Territorio y Medio Ambiente (CEOTMA) perteneciente al Ministerio de Obras Públicas y Urbanismo junto con el Gobierno de La Rioja, realizó un informe, principalmente bajo la autoría de Fernández Blanco, en el cual se intentaba establecer áreas de fuerte homogeneidad interna, basándose en las divisiones realizadas por el Ministerio de Agricultura en 1978, aunque algunos de sus núcleos no reuniese las condiciones sociales y económicas necesarias para considerarlos cabeceras de comarca. Con ello se obtuvieron 13 subunidades.
- Comarca Rioja Alta
  - Subcomarca de Haro
  - Subcomarca de Santo Domingo de la Calzada
  - Subcomarca de Nájera
- Comarca Rioja Media
  - Subcomarca de Logroño
  - Subcomarca de Albelda de Iregua
- Comarca Rioja Baja
  - Subcomarca de Calahorra
  - Subcomarca de Arnedo
  - Subcomarca de Alfaro
  - Subcomarca de Cervera
- Comarca Sierra Rioja Alta
  - Subcomarca de Ezcaray
  - Subcomarca de Anguiano
- Comarca Sierra Rioja Media
  - Subcomarca de Cameros (Torrecilla en Cameros)
- Comarca Sierra Rioja Baja
  - Subcomarca Alto Cidacos (Arnedillo)

### Según criterios funcionales
En 1983 Arnáez Vadillo realizó una propuesta bajo criterios funcionales. Para ello identificó las comarcas con el territorio dependiente de un núcleo urbano (cabecera comarcal), priorizando el área de influencia sobre la homogeneidad del territorio. Según esto distinguió seis comarcas:
- Comarca de Haro: comprende la zona noroccidental de la región, en el curso bajo del río Oja-Tirón. Su cabecera es Haro (núcleo de nivel jerárquico I o superior).
- Comarca de Santo Domingo de la Calzada: comprende el oeste de la región, comprendiendo los municipios de la cuenca media y alta del río Oja. Su cabecera es Santo Domingo de la Calzada (núcleo de nivel jerárquico II)
- Comarca de Nájera: comprende los municipios de la toda la cuenca del río Najerilla, incluyendo por tanto el sector oriental de la sierra de la Demanda y la vertiente norte de los Picos de Urbión, por considerar que en ese momento no existía un núcleo capaz de articular estas últimas zonas indicadas.
- Comarca de Logroño: comprende los municipios de toda la cuenca de los ríos Iregua, Leza y Jubera, incluyendo por tanto además del sector central de la depresión del Ebro a su paso por La Rioja, el territorio montañoso de Cameros por los mismos motivos indicados en el caso de la Comarca de Nájera. Su cabecera es Logroño (núcleo de nivel jerárquico 0)
- Comarca de Calahorra: comprende la zona nordeste de la región, comprendiendo los municipios de los cursos bajos del Cidacos y Alhama. Su cabecera es Calahorra (núcleo de nivel jerárquico I)
- Comarca de Arnedo-Cervera del Río Alhama: comprende los municipios de los cursos altos y medios de los ríos Cidacos, Alhama y Linares. Su cabecera es Arnedo (núcleo de nivel jerárquico II)

### Según criterios económicos

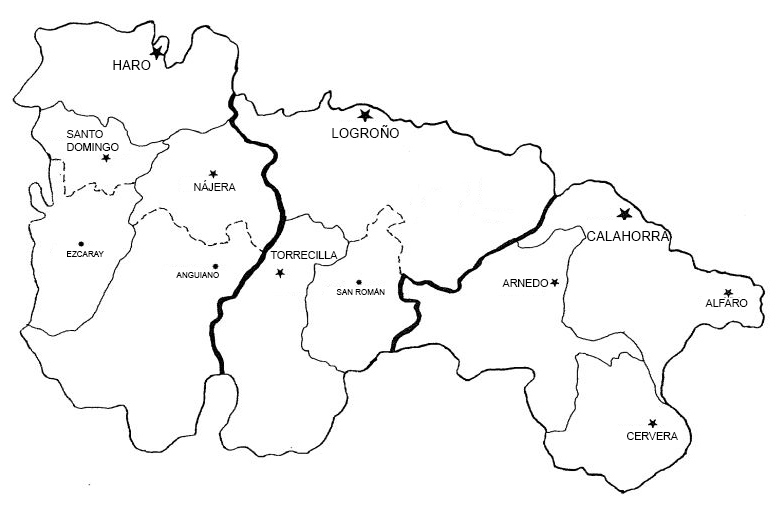
División comarcal según Fernando Gómez-Bezares

En 1987 el economista Gómez Bezares, estableció una nueva división comarcal, intentando aunar criterios de homogeneidad y las áreas de influencia y de relación que entablan los municipios con su centro funcional. El resultado fue semejante al de Arnáez Vadillo, aunque añadía supraunidades y subunidades con capitales de distinto rango:
- Unidad supracomarcal: Rioja Alta, capital Haro
  - Unidad comarcal:
    - Santo Domingo de la Calzada
    - Nájera

  - Unidad subcomarcal:
    - Sierra de la Demanda occidental, Ezcaray
    - Sierra de la Demanda oriental, Anguiano
- Unidad supracomarcal: Rioja Media, capital Logroño
  - Unidad comarcal:
    - Cameros Nuevo, Torrecilla

  - Unidad subcomarcal:
    - Cameros Viejo, San Román
- Unidad supracomarcal: Rioja Baja, capital Calahorra
  - Unidad comarcal:
    - Arnedo
    - Alfaro
    - Cervera del Río Alhama

## Distribución de la población
La distribución de la población en cuanto al número de habitantes, como por densidad, es distinta, como se puede ver, la concentración de población en la capital, y en las zonas industriales, frente a la casi despoblación de las zonas más abruptas, diferencia por sí solo los distintos tipos de terrenos y usos económicos.

### Comunidad autónoma
N.º de municipios: 174
Superficie: 5.027,91 {\displaystyle km^{2}}
Habitantes (2009): 321.702
Densidad: 63,98 Hab/{\displaystyle km^{2}}

### Por Regiones
- Rioja Alta

N.º de municipios: 89
Superficie: 1.984,51 {\displaystyle km^{2}}
Habitantes (2009): 52.082
Densidad: 26,24 Hab/{\displaystyle km^{2}}
- Rioja Media

N.º de municipios: 57
Superficie: 1.661,45 {\displaystyle km^{2}}
Habitantes (2009): 195.879
Densidad: 117,90 Hab/{\displaystyle km^{2}}
- Rioja Baja

N.º de municipios: 28
Superficie: 1.381,95 {\displaystyle km^{2}}
Habitantes (2009): 73.921
Densidad: 53,49 Hab/{\displaystyle km^{2}}

### Por zonas
- Sierra

N.º de municipios: 52
Superficie: 2.062,42 {\displaystyle km^{2}}
Habitantes (2009): 13.684
Densidad: 6,63 Hab/{\displaystyle km^{2}}
- Valle

N.º de municipios: 122
Superficie: 2.965,49 {\displaystyle km^{2}}
Habitantes (2009): 308.198
Densidad: 103,93 Hab/{\displaystyle km^{2}}

### Por Regiones y por zonas

#### Rioja Alta
- Sierra

N.º de municipios: 22
Superficie: 970,92 {\displaystyle km^{2}}
Habitantes (2009): 6.332
Densidad: 6,52 Hab/{\displaystyle km^{2}}
- Valle

N.º de municipios: 67
Superficie: 1.013,59 {\displaystyle km^{2}}
Habitantes (2009): 45.750
Densidad: 45,14 Hab/{\displaystyle km^{2}}

#### Rioja Media
- Sierra

N.º de municipios: 25
Superficie: 800,27 {\displaystyle km^{2}}
Habitantes (2009): 3.123
Densidad: 3,90 Hab/{\displaystyle km^{2}}
- Valle

N.º de municipios: 32
Superficie: 861,18 {\displaystyle km^{2}}
Habitantes (2009): 192.756
Densidad: 223,83 Hab/{\displaystyle km^{2}}

#### Rioja Baja
- Sierra

N.º de municipios: 5
Superficie: 291,23 {\displaystyle km^{2}}
Habitantes (2009): 4.229
Densidad: 14,52 Hab/{\displaystyle km^{2}}
- Valle

N.º de municipios: 23
Superficie: 1.090,72 {\displaystyle km^{2}}
Habitantes (2009): 67.035
Densidad: 63,90 Hab/{\displaystyle km^{2}}